# بيردوشيف

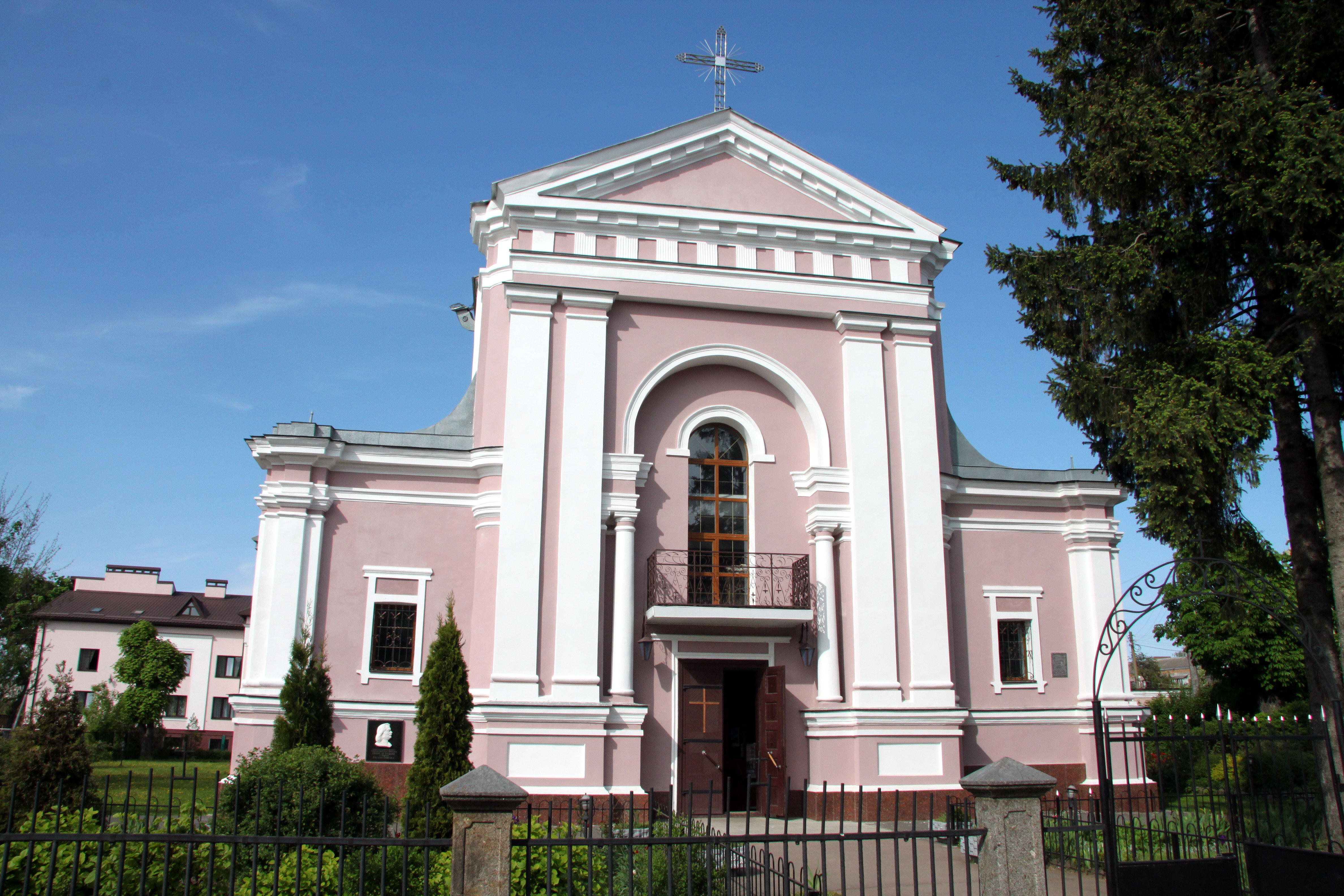
Church of St. Barbara

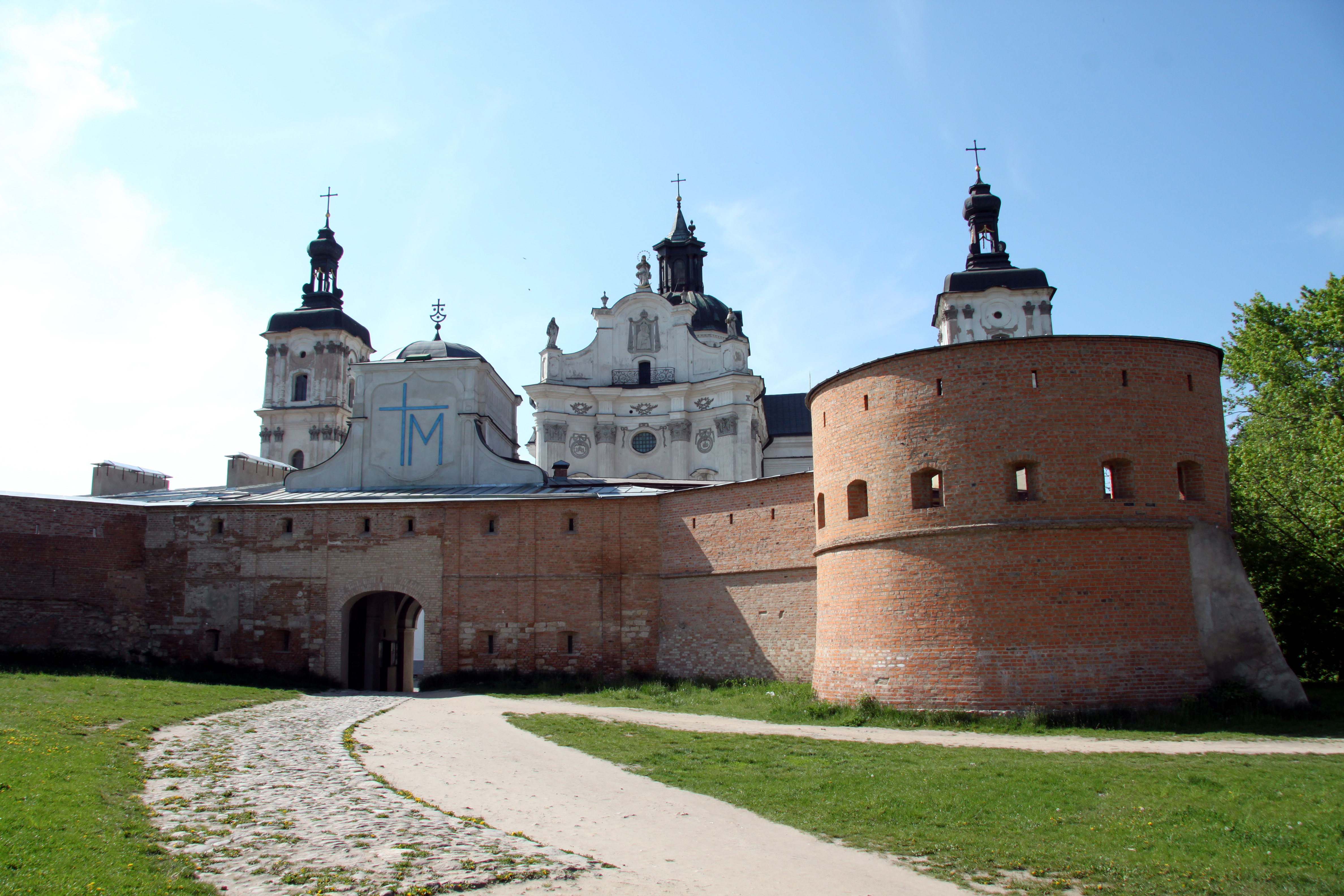
Carmelite monastery walls

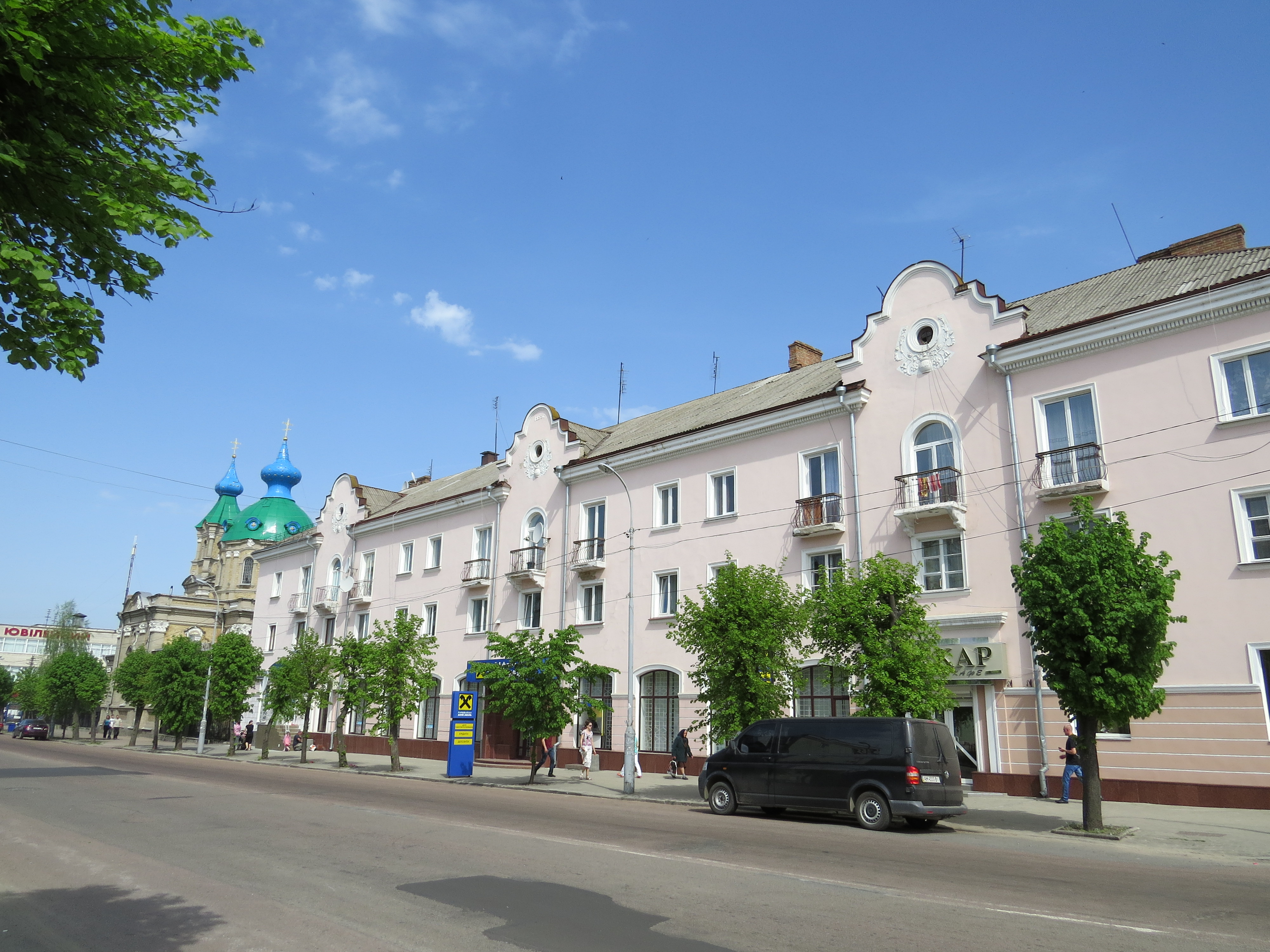
A dwelling house in Berdychiv

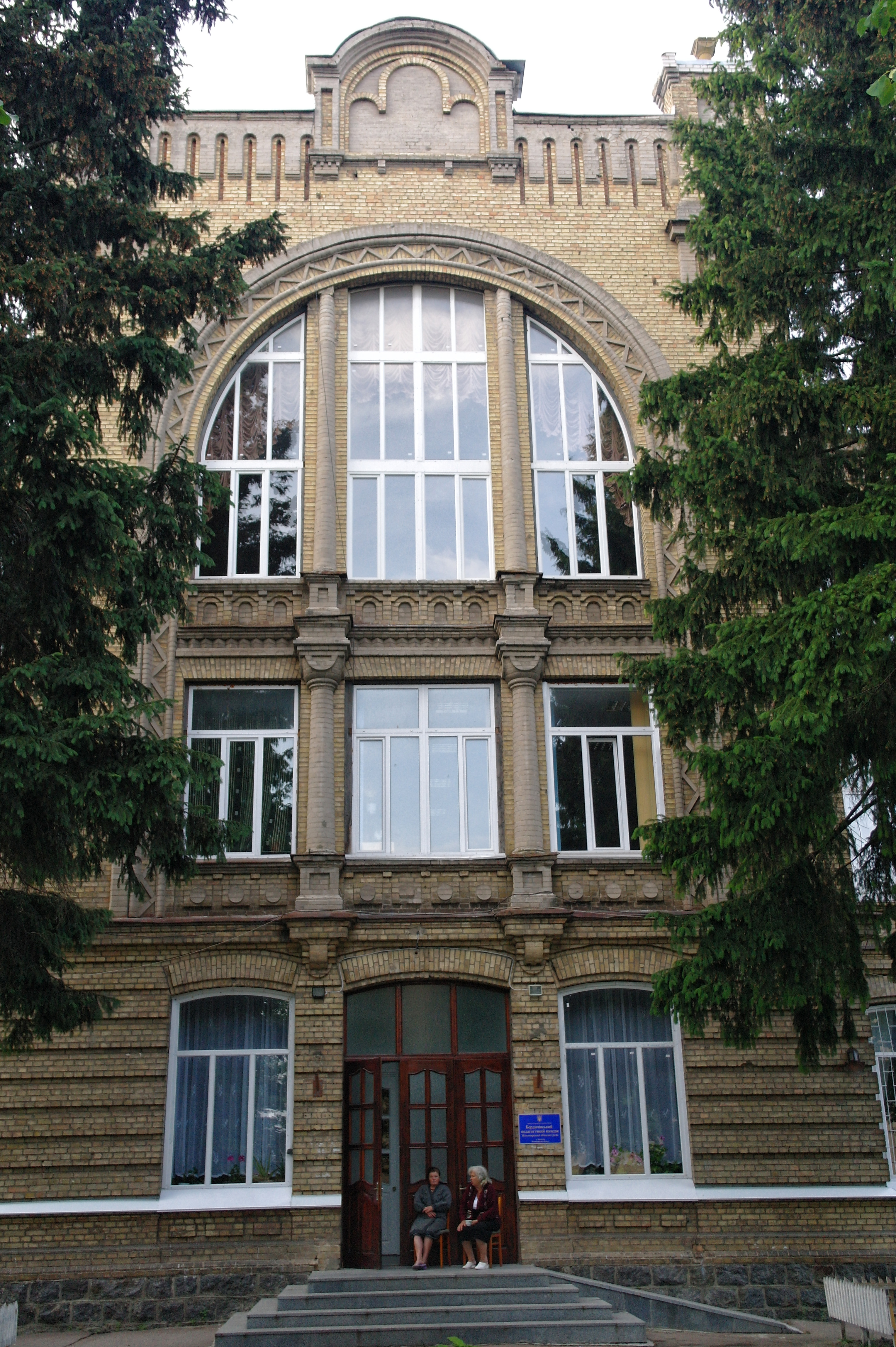
Former commercial college

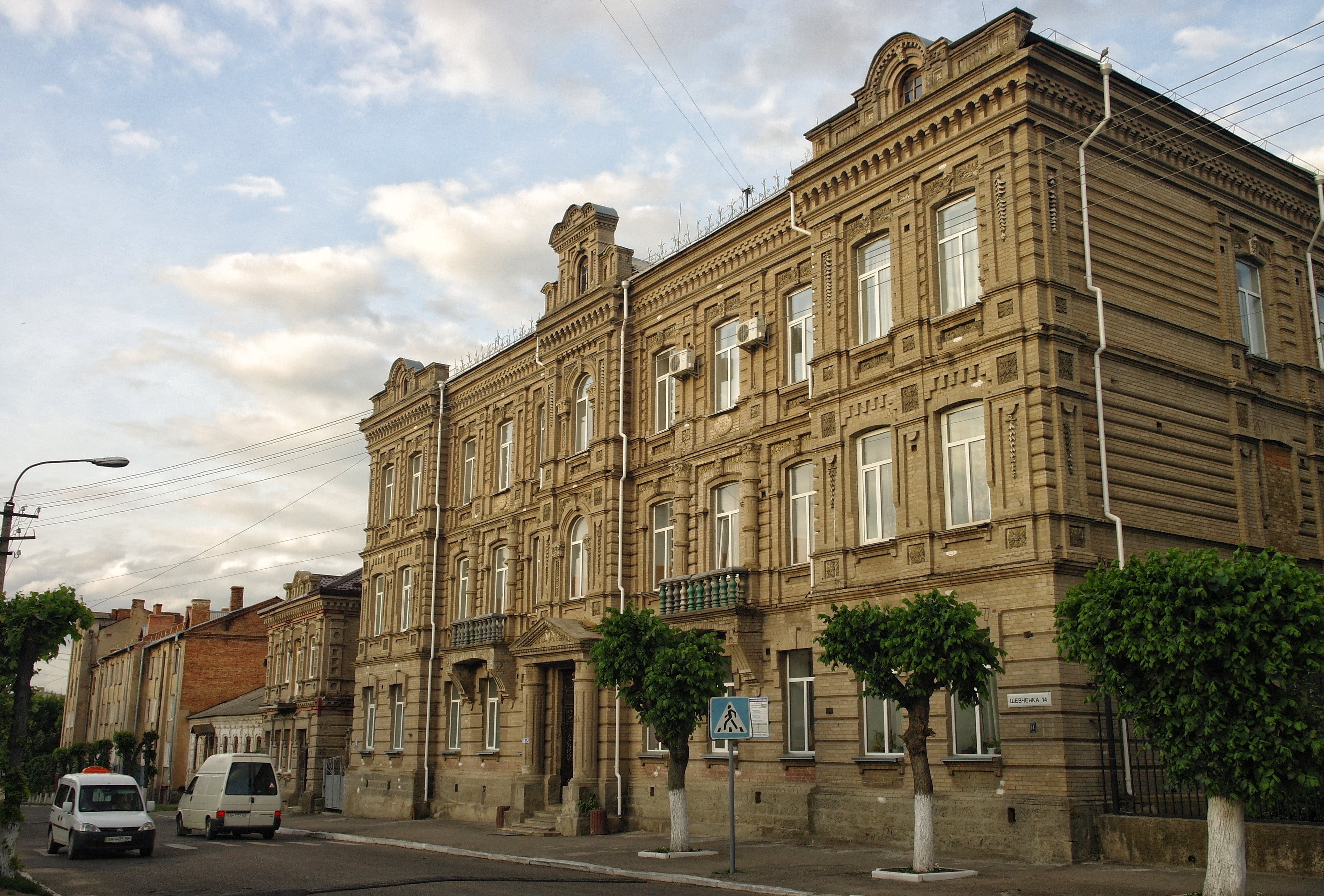
Former hospital building

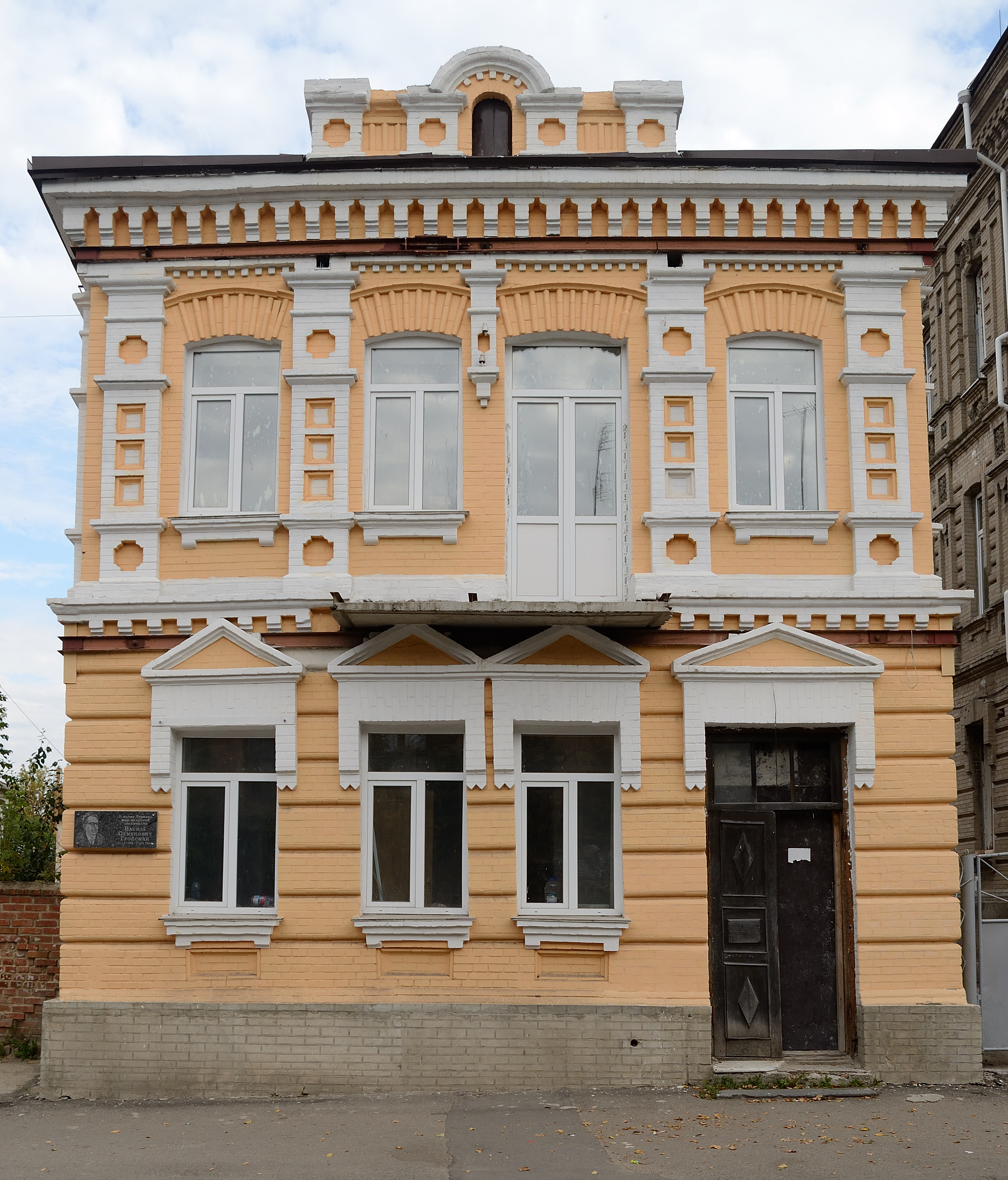
Grossman's Mansion, Berdychiv

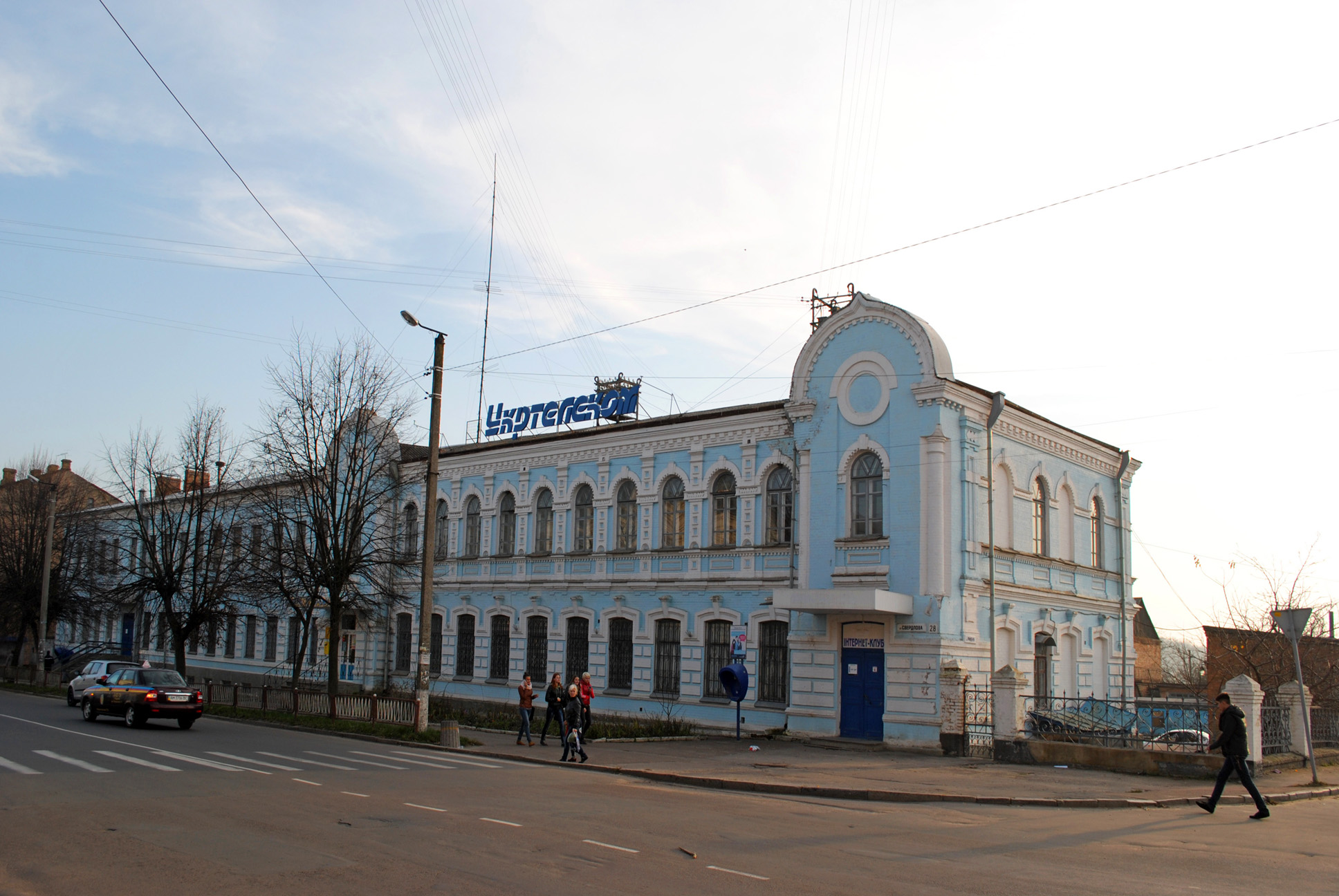
Post Office, Berdychiv

بيردوشيف (أوكرانيا: Бердичів, البولندية: Berdyczów: الروسية:Берди́чев, اليديشية:Berditshev) هي مدينة تاريخية في اقليم زايتومير (محافظة) في شمال أوكرانيا. تعمل كمركز إداري للبيردوشيف رايون (مقاطعة)، والمدينة نفسها هي إقليم فرعي مباشر، ولا تنتمي إلى المقاطعة. وهي تقع 44 كم (27 ميل) جنوبا من عاصمة الإقليم، زايتومير. الكثافة السكانية: 78523 (تقدير2013).
وهي مسقط راس الكاتب اليهودي דער נסתר. وقد انشات عام1430م على يد خادم وكيل النيابة للدوق الأكبر لليتوانيا فيتوتاس ولكن في عام 1483م قد دمرها التتار الكريميين وقسمت عام 1546م بين ليتوانيا وبولندا.
في عام 1850م نقلت الصناعة المصرفيه من بيردوشف إلى اوديسا حيث عادت المدينة فقيره مره أخرى بعد ان كانت إحدى مراكز التجارة المصرفيه المهمة وقد شكل اليهود 75% من سكان المديته عام 1789م حيث كان تعدادهم 1951 نسمه من سكان المدينة البالغ عددهم الكلي 2640 نسمه وقد عملوا في عده مجالات منها تجاره الخمور وعددهم 246, حرفيين وعددهم188, كتاب وعددهم150, اصحاب منازل وعددهم452, وتجار وعددهم 134 وضموا أيضا 56 عاطلا عن العمل.
كان اليهود القوة الرئيسيه للتجاره حيث اسسوا عدد من الشركات لتجاريه ومؤسسات مصرفيه كما قاموا بدور وكلاء العقارات المجاورة للنبلاء البولندييت في النصف الأول من القرن ال-19 بعد منح الأمير رادزويلي امتياز احتكار القماش لسبعه من العائلات اليهوديه عام 1797م.
وصل عدد اليهود في بيردوشف عام 1847م إلى 23160 نسمه وقد تضاعف عددهم إلى 46683 نسمه عام 1961, وقد
شكلوا حوالي 80% من السكان عام 1897م الا انه تراجع إلى 41617نسمع بسبب اضطهاد الحكومات المتعاقبة على المدينة وقوانين مايو عام 1882م.
قبيل الحرب العالمية الأولى ازداد عدد اليهود بسبب الهجرة خلال ثوره أكتوبر 1917م والحرب الاهليه الروسبه
حيث دمرت السلطات السوفيتيه معظم المعابد البهودبه عام 1920م وفي سنوات ال-1920م اعترف باللغة اليديشيه رسميا ولكن في سنوات ال-1930 علقت جمبع الانشطه الثقافيه اليهودية اضفه إلى التقليل نت استخدام اللغة اليديشيه.
احتلت بيردوشف على يد الجيش الألماني من تاريخ 7 يوليو عام 1941م حتى تاريخ 5 ينير عام 1944م حيث اسست وحدة الإبادة التابعه لل اس-اس الالمانيه في المدينة وقد رجح ان النازيين قد قتلوا 20000-30000 يهودي الا اته في عام 1973م قد اشارت مقاله توكرانيه انه قد قتل 38536شخص.